# Subiaco Oval
El Subiaco Oval (coloquialmente llamado Subi) es un estadio multipropósito ubicado en la ciudad de Perth, Australia. Es utilizado principalmente para la práctica del fútbol de reglas australianas y rugby. Por razones de patrocinio ha adoptado los nombres de Paterson Stadium y hoy en día Domain Stadium.
El estadio inaugurado en 1908 y con una capacidad superior a los 43 000 espectadores alberga actualmente a los equipos West Coast Eagles y Fremantle FC ambos del fútbol australiano y miembros de la Australian Football League, y al club de rugby Western Force que disputa el torneo de Super Rugby.
El recinto es sede habitual de los partidos internacionales de la Selección de rugby de Australia, fue utilizado durante la Copa Mundial de Rugby de 2003 ocasión en la que se realizaron cinco juegos, entre ellos el duelo entre Inglaterra versus Sudáfrica con aforo máximo. 

## Conciertos
Muchos artistas han utilizado el estadio como sede para sus conciertos en Australia, entre otros: Genesis (1986), Billy Joel (1991), Paul McCartney (1993), Elton John & Billy Joel (1998), Eagles (2004), Rod Stewart & Bryan Adams (2005), Neil Diamond (2005), Pearl Jam (2006), Robbie Williams (2006), Bon Jovi (2008), André Rieu (2008), AC/DC (2010), Bon Jovi, U2 (2010), One Direction (2015), Fleetwood Mac (2015), AC/DC (2015), Adele (2017) y Guns and Roses (2017).

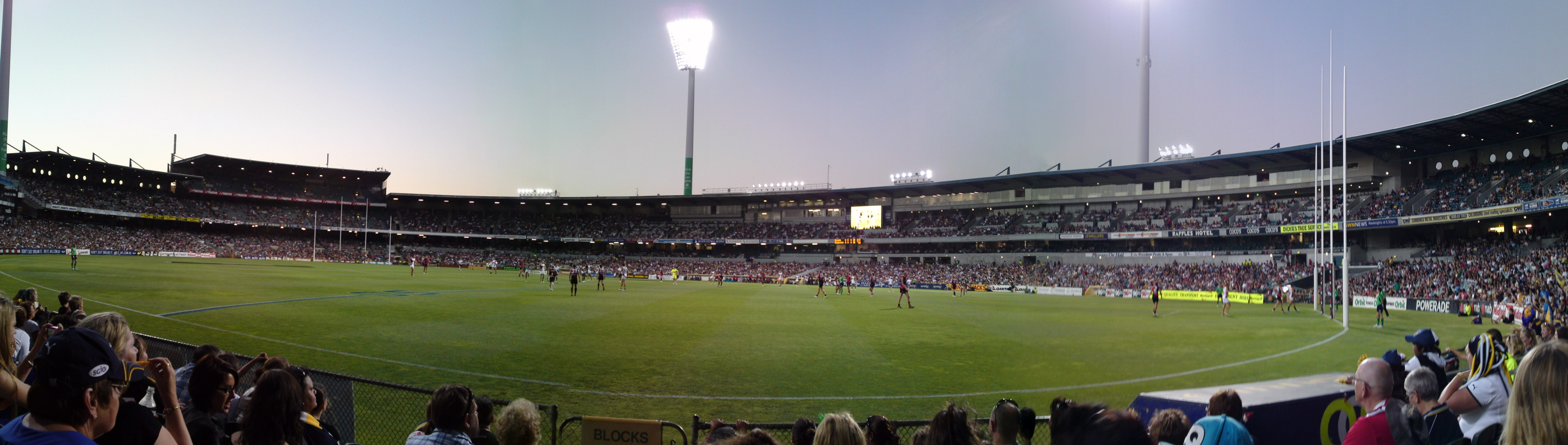
Imagen panorámica.